# Bothriocyrtum
Bothriocyrtum es un género de arañas migalomorfas de la familia Ctenizidae. Se encuentra en Estados Unidos, México y Taiwán.

## Lista de especies
Según The World Spider Catalog 11.5:
- Bothriocyrtum californicum (O. Pickard-Cambridge, 1874)
- Bothriocyrtum fabrile Simon, 1891
- Bothriocyrtum tractabile Saito, 1933